# Vilém I. z Pernštejna
Vilém I. z Pernštejna (před 1360–po 1427) byl moravský šlechtic, který pocházel z rodu pánů z Pernštejna.

## Život
Jeho otcem byl Jimram z Pernštejna. První písemná zmínka o Vilémovi pochází z roku 1360. Vilém patřil k významným členům rodu, zasazoval se o politický vliv, za jeho éry došlo k rozšíření a opevnění rodinného hradu Pernštejna. Udržoval styky s moravským markrabětem Joštem, ale v moravských markraběcích válkách se přidal na stranu jeho bratra Prokopa. V těchto válkách jeho družina plenila a loupila majetky politických protivníků a Vilém si tak rozmnožoval svoje jmění. Zdá se však, že Vilém dokázal dle vývoje politické situace přecházet na stranu vítěze, protože v letech 1398–1399 zastával funkci moravského zemského hejtmana. 
Ve vysokých funkcích působil i nadále. V letech 1408–1409 byl komorníkem brněnského zemského soudu a  roku 1417 je uváděn jako komorník olomouckého soudu. V roce 1415 se Vilém účastnil pražského sněmu, který protestoval proti upálení mistra Jana Husa a patřil ke šlechticům, kteří pečetili stížný list kostnickému koncilu. Jako moravský zemský hejtman se Vilém uvádí ještě roku 1421, poté však ze zdravotních důvodů ze své funkce odstoupil a stáhnul se do ústraní. Naposledy se připomíná roku 1427. 
Vilém I. z Pernštejna byl několikrát ženat a měl několik potomků. Jeho prvorozený syn Štěpán,kterého měl se svou první manželkou, paní Anežkou II. z Landštejna, provdanou ze Šternberka, brzy zemřel. Druhý syn Bavor byl bezdětný, takže rodové statky zdědil jeho další syn Jan II. z Pernštejna, když předtím Vilém vykoupil podíly svých synovců. Kromě toho jsou známy ještě jeho dvě dcery, Anna si vzala Jindřicha z Valdštejna, dcera Eliška z prvního manželství, se provdala za významného moravského pána Voka IV. z Kravař a Strážnice